# Дарем (графство)

Да́рем (англ. Durham, МФА /ˈdʌrəm/) — графство в Англії.
Населення 886 500 (Оцінка 2007  року)
Густота населення 326
Площа 2721

## Географія
Церемоніальне графство Дарем займає площу 2 676 км² (19-е місце), омивається зі сходу Північним морем, на півдні межує з церемоніальним графством Північний Йоркшир, на заході з церемоніальним графством Камбрія, на півночі з церемоніальними графствами Нортумберленд і Тайн-енд-Вір.
Унітарна одиниця Дарем займає площу 2 226 км² (6-е місце), омивається зі сходу Північним морем, на південному сході межує з унітарними одиницями Гартлпул, Дарлінгтон і Стоктон-он-Тіз, на півдні з церемоніальним графством Північний Йоркшир, на заході з церемоніальним графством Камбрія, на півночі з церемоніальними графствами Нортумберленд і Тайн-енд-Вір.

## Населення
На території церемоніального графства Дарем проживають 892600 чоловік, при середній щільності населення 328 чол. / км² (2008, List of ceremonial counties of England).
На території унітарної одиниці Дарем — 493 470 осіб, при середній щільності населення 222 осіб/км² (2001).

## Адміністративний поділ
До 2009 року церемоніальне графство Дарем складалося з трьох унітарних одиниць і неметропольного графства Дарем що складається з 7 районів. У 2009 році неметропольне графство Дарем було перетворено в унітарну одиницю і сім районів неметропольного графства були скасовані.